# Edur
Edur est un prénom masculin basque.
L'équivalent du prénom Edur au féminin est « Edurne ».
Edur est un mot basque qui signifie « neige ».

## Prénom
- Pour l'ensemble des articles sur les personnes portant ce prénom, consulter :
  - la liste des articles dont le titre commence par ce prénom
  - les listes produites par Wikidata : Liste des personnes de prénom « Edur » — même liste en incluant les éventuels prénoms composés qui contiennent « Edur ».